# Custom House Tower
La Custom House Tower (in italiano torre della dogana) è un grattacielo situato a McKinley Square nel quartiere finanziario di Boston in Massachusetts.

## Descrizione
L'edificio originale fu costruito tra il 1837 e il 1847 ed è stato progettato da Ammi Burnham Young. Nel 1913-15 sopra di esso venne costruito un grattacielo su 
fu progettata dallo studio Peabody and Stearns.
L'edificio fa parte del Custom House District, che è stato aggiunto al registro nazionale dei luoghi storici nel 1973.
Con un'altezza di 151 m, al momento della costituzione della torre nel 1915 divenne l'edificio più alto di Boston fino al 1964, quando fu superato dalla Prudential Tower.
A partire dal 2016, ospita il Marriott Custom House Hotel.